# Palacio Goicoa
El Palacio Goicoa, o Palacio del Gobierno Militar de Guipúzcoa, es un edificio que está situado en San Sebastián. Fue levantado en el Casco Antiguo, en la calle Igentea 6, frente al Ayuntamiento de San Sebastián. 

## Historia
A partir de la Edad Media existía la Torre de Igentea, un extraño edificio de planta cilíndrica que defendía la esquina suroeste de las murallas de San Sebastián. 

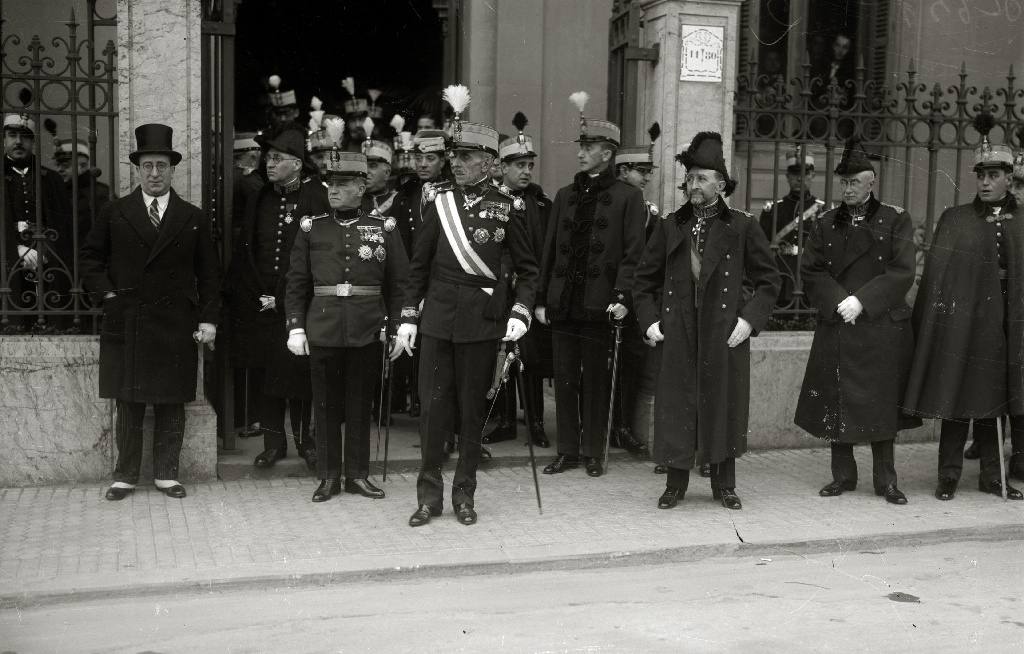
Autoridades militares a la salida del Palacio del Gobierno Militar (Fondo Car-Kutxa Fototeka)

El 10 de abril de 1884 el proyecto es redactado por el capitán de Ingenieros José González, natural de Ferrol. Con un presupuesto de 239.200 pesetas, se aprueba el 19 de diciembre de 1886. Su denominación ha derivado de la atribución errónea a José Goicoa como autor del mismo.
El palacio fue construido entre 1888 y 1891 supervisando las obras el coronel de ingenieros Paulino Aldaz Goñi, natural de Pamplona. Para la distribución interior de la segunda planta colabora el capitán don Juan Olavide, natural de Andoáin, proyectando unas oficinas y la residencia del Secretario del Gobierno. En 1905 el capitán Acha plantea la iluminación de sus fachadas. Al año siguiente, en 1906, será el planteamiento de la renovación de la decoración interior realizada por el Maestro de Obras Militares García Mercadal. Es por tanto un proyecto y una dirección de obra acometidos en exclusiva por ingenieros militares.

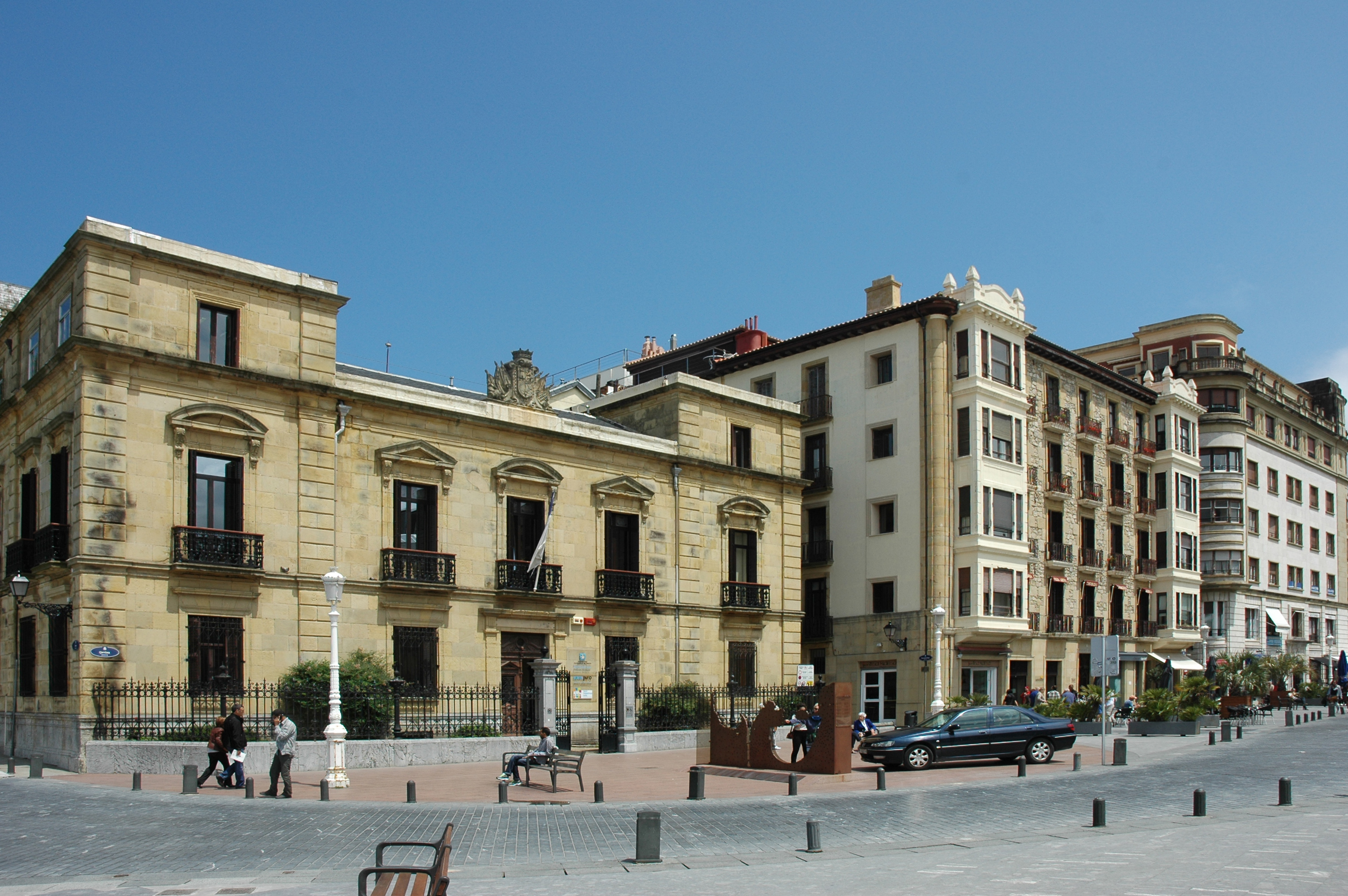
Vista superior del palacio.

### En la actualidad
Durante muchos años fue sede del Gobierno Militar de Gipúzcoa. Pasó a llamarse Palacio Goicoa y a albergar distintos servicios como la Sociedad de Fomento y Empleo, la Oficina de Información Juvenil y el Udal Info o servicio de atención a la ciudadanía.